# Фінестрат
Фінестрат (валенс. Finestrat, ісп. Finestrat) — муніципалітет в Іспанії, у складі автономної спільноти Валенсія, у провінції Аліканте. Населення — 7909 осіб (2022).
Муніципалітет розташований на відстані близько 360 км на південний схід від Мадрида, 33 км на північний схід від Аліканте.

## Демографія
Динаміка населення (INE ):

## Галерея зображень

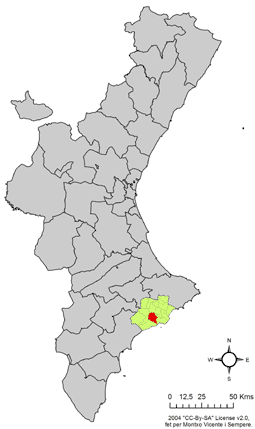
Розташування муніципалітету Фінестрат у автономній спільноті Валенсія
Розташування муніципалітету Фінестрат у комарці Маріна-Баха